# 곽재우
곽재우(郭再祐, 1552년 ~ 1617년)는 조선 중기의 무신, 정치인, 군인으로 임진왜란당시 진주성전투, 화왕산성전투에 크게 활약한 의병장이다. 34세 때 문과 대과에 급제하였으나, 선조를 비판한 답안지로 선조의 명에 의해 합격이 취소되고, 이후 벼슬에 뜻을 버리고, 40세가 되도록 고향에서 학문과 낚시로 세월을 보내고 있었다. 1592년(선조 25년) 4월 임진왜란이 일어나고 관군이 왜군에게 전멸당하자, 당시 고향인 경남 의령에서 스스로 의병을 조직, 붉은 비단으로 된 갑옷을 입고 활동하여 천강홍의장군(天降紅衣將軍)이라는 별명을 얻었으며 그의 용맹성에 놀란 왜병들은 곽재우의 이름만 들어도 두려워했다고 한다. 여러번 승리한 공로로 찰방, 조방장 등을 지낸뒤 병마절도사를 역임했다.
그러나 김덕령 등의 의병장이 무고로 희생되는 것과 영창대군의 죽음을 보고, 벼슬을 여러번 사퇴하였다. 당색으로는 북인이었으나 광해군 집권기에도 여러 번 관직을 사퇴하거나 사양하였다. 인목대비 폐모론에 이어 1613년(광해군 5년) 영창대군에 대한 유배형 여론이 나타나자 영창대군을 변호하는 상소를 올리고 낙향, 이후 창녕에 은거하였다. 본관은 현풍(현 대구광역시 달성군 현풍읍)으로, 자는 계수(季綬), 호는 망우당(忘憂堂), 시호는 충익(忠翼)이다. 경상남도 의령 출신으로황해도 관찰사 곽월(郭越)의 아들이다. 조식(曺植)의 문인이자 제자이며, 그의 외손녀사위이다. 대제학을 지낸 김우옹(金宇顒)과는 동문이자 동서간이 되었다. 전란 중 스스로 천강홍의장군을 자처하였으며 전장에 나설 때 붉은 옷을 입고 백마를 타고 다녔으므로 그의 이름을 모르던 장졸과 백성들로부터 홍의장군이라 불렸다.

## 생애

### 생애 초반

#### 출생
곽재우는 경상도 의령(宜寧) 출신으로 통훈대부(通訓大夫) 성균관사성(成均館司成)을 지내고 사후 증 통정대부(通政大夫) 승정원좌승지(承政院左承旨) 겸 경연참찬관에 추증된 곽지번(郭之藩)의 손자이고, 수(守) 황해도 관찰사를 지낸 곽월(郭越)과 진주강씨의 셋째 아들로 유곡면 세간리에서 태어났다. 친형제로 곽재희(郭再禧), 곽재록(郭再錄)과 누이 1명, 계모 허씨에게서는 이복동생 곽재지(郭再祉), 곽재기(郭再祺)와 이복 누이 1명이 더 태어났다.
그의 선조는 송나라 출신 곽경(郭鏡, 1117 - 1179)으로 송나라 팔학사의 한 사람으로 고려에 동래한 귀화인이었다. 곽경은 1138년 고려에서 과거에 급제하여 금자광록대부 문하시중 평장사를 역임하고 포산군(苞山君)에 봉군되었다. 5대조 곽안방(郭安邦)은 세조조에 해남현감(海南縣監), 익산군수(益山郡守)를 지내고 1467년(세조 12년) 이시애의 난을 진압하는데 가담하여 원종공신에 녹훈되었으며 세조대의 청백리였다. 고조부 곽승화(郭承華)는 점필재 김종직의 문인이었으나 진사였고, 할아버지 곽지번이 성균관사성에 올라 다시 가세를 일으켰다.

#### 수학과 소년기
일찍이 생모 진주강씨를 여의고 아버지 곽월은 허씨와 재혼하였다. 일찍이 영남의 유학자인 남명 조식의 문하에서 성리학을 수학하였으며, 후에 조식의 외손녀사위가 되었다. 함께 동문수학한 김우옹 역시 스승 조식의 외손녀사위가 됨으로써 동서간이 되었다.
그 뒤 상경하여 과거 시험에 응시하였으나 낙방하였다. 그의 재주를 눈여겨보던 조식은 자신의 문도들과, 외조카 이준민(李俊民)이 한성부에 다녀오면 반드시 그의 소식을 묻곤 했다.

#### 청년기

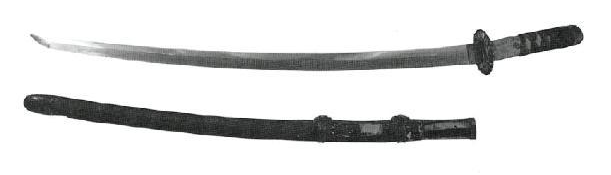
임진왜란 당시 곽재우가 쓰던 칼

그 뒤 진사시에 응시하였으나 진사시에는 합격하지 못했다. 그는 북인 당원이었으나 비주류였던 탓에 광해군일기에 의하면 성리학(性理學)을 알지 못하여서 진사시에 들었으나 급제하지 못하였다고 혹평해놓기도 했다. 그러나, 그는 1585년(선조 18년) 과거를 보아 별시문과(別試文科)의 정시(庭試) 2등으로 뽑혔으나, 지은 글이 선조의 비위를 거스른 까닭에 급제한 지 얼마 지나지 않아 합격이 취소되어 낙방되고 만다.
그 뒤 정계에 진출할 뜻을 포기하고 40세가 넘도록 학문 연구와 낚시를 하며 고향에서 은거하였다. 조식의 문하생들이 대부분 김효원이 한때 조식의 문하에 있었던 인연으로 동인(東人)에 가담하면서 그도 동인의 당인이 되었다가 동인이 북인(北人-남명학파,경상우도) 과 남인(南人-퇴계학파,경상좌도)으로 분당될 때는 북인의 당원이 되었다. 그러나, 동인과 북인 내부의 내분을 못마땅히 여기던 그는 이산해 등 다른 북인 당원들을 피하거나 일부러 멀리하였다.
그는 고향인 의령에서 열심히 농사를 지으면서 근검절약했는데, 광해군일기에 의하면 '재물을 늘려 재산이 몇 만 금이나 되었다. 그러자, 시골 사람들이 그가 비루하고 인색하다고 의심하였으나, 곽재우는 태연스레 지내면서 돌아보지 않았다.'고 한다.

### 임진왜란기 의병장 활동

#### 전란 초기

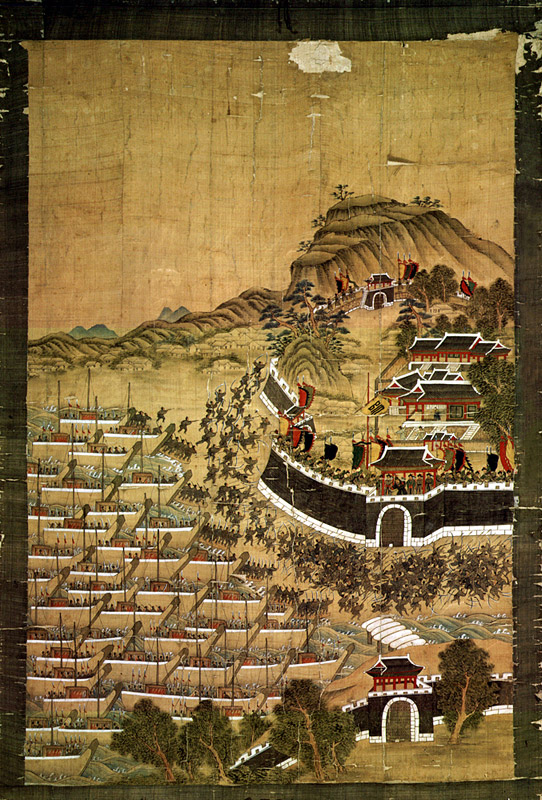
부산진 순절도
임진왜란 초기 전투인 부산진 전투 장면

평생 은거 생활을 하기로 결심하였으나, 1592년 5월 23일(선조 25년 음력 4월 13일)에 임진왜란이 일어나고 연이은 관군의 패배와 선조의 의주(義州)로 피난 소식이 날아오자, 6월 1일(음력 4월 22일) 사재를 털어 고향 의령에서 의병을 일으켰다. 그는 붉은 옷으로 철릭을 해 입고, 이불에 "천강 홍의 장군"(天降 紅衣 將軍)이라 적어 깃발을 만들었다. 그는 2천 명에 이르는 의병을 이끌고 게릴라 활동으로 의령·창녕(昌寧) 등지의 산악에 매복하고 있다가 신출귀몰하며 왜군을 물리치고 왜군의 호남 진격을 저지하였고, 왜 보급선을 기습하여 보급을 차단하는 데 성공하였으며, 김시민의 진주성 싸움에 원군을 보내 승리로 이끄는 데 큰 도움을 주기도 하였다. 이때 붉은 비단으로 만든 군복을 입고 아군의 맨 앞에서 싸웠기 때문에 천강홍의장군(天降紅衣將軍)이라는 별명으로 유명하였다.

진주대첩 기록화

1592년 5월 함안군을 함락, 점령하고 정암진(鼎巖津, 솥바위나루) 도하 작전을 전개하는 왜군과 교전, 대승을 거두었다. 이때 붉은 비단으로 된 옷을 입고 선두에서 많은 왜적을 무찔렀으므로 홍의장군(紅衣將軍)이라고도 불렸다. 그는 자신의 이름을 밝히지 않고 스스로 천강홍의장군(天降紅衣將軍)을 자처하였고, 기습과 매복이 성공을 거두어 관군도 이기지 못한 왜군을 격파하면서 유명인사가 된다.

#### 정암진 대첩
임진년시 왜는 15만 8800명의 왜군을 9군으로 나누어 고니시 유키나와(小西行長)가 이끄는 1군(1만 8700명), 가토 기요마사(加藤清正)가 이끄는 2군(2만 800명), 구로다 나가마사(黑田長政)가 이끄는 3군(1만 1000명)은 돌격부대로 한양을 점령하여 선조를 잡고, 나머지 군은 각 도를 점령하려는 전략을 가지고 쳐들어왔다. 그 중 고바야가와 다카가게(小早川隆景)가 이끄는 6군 1만 5700명은 전라도를 점령, 모리 테루모토(毛利輝元)가 이끄는 7군 3만명은 경상도를 점령하려는 전략이었다. 고바야가와 다카가게가 이끄는 왜 제 6군이 동래에서 함안을 거쳐 남강을 건너 의령을 지나 육십령을 넘어 전라도를 점령할 계획이었다. 이 전략에 따라 왜 제 1, 2, 3군 돌격부대가 북상한 후, 왜 제 6군 1만 5700명이 부산 동래에서 함안을 거쳐 호남으로 진출하기 위해서 임진년 7월 정암진 나루에 도착했다. (그 이전 임진년 6월 영남도총의병대장 내암 정인홍이 이끄는 의병과 왜군과의 낙동강 방어전이 있었다.) 곽재우는 이 정암진 부근의 남강의 지형지물을 아주 잘 알고 있었다. 이곳이 바로 곽재우가 과거 합격이 취소된 후 벼슬에 뜻을 버리고, 낚시하며 세월을 보내던 바로 그 남강 지역이다. 곽재우는 이때 정암진 언덕에 병사들을 매복시킨 뒤 날랜 병사 몇명을 선발, 남강을 건너는 왜군을 늪지대로 유인한 다음 화살공격으로 전멸시켰다. 왜군 정찰대는 정암진 일대가 늪지이기 때문에 부대의 통행이 곤란하다는 것을 알고, 그들이 통과할 수 있는 지점 근처에 나무 표시 등 표식을 만들었다. 곽재우는 왜군 정찰대의 행동을 숨어서 지켜보고 있다가 밤에 표지목을 늪지로 옮겨 꽂고, 표식들을 늪지로 향하게 바꾸어 놓았다. 다음날 왜군이 잘못 표시된 표지목과 표식들을 따라가다 늪지에 빠지자 곽재우는 언덕에 숨어있던 병사들에게 공격령을 내려, 기습 공격을 가해 왜군을 몰살시켰다. 관군이 정비되지 못했던 임진왜란 초기 이 정암진 대첩으로 왜 6군의 전라도 진격을 막아 전라도를 보전하는 것이 임진왜란 승리의 단초가 된다. 임진왜란 시 결국 왜군은 전라도를 점령하지 못했고 이로 인해 이순신 장군의 전라 좌수영 등이 육지로부터의 왜군의 공격없이 자유롭게 활약할 수 있었다. 임진왜란 초기 바로 이 정암진 대첩 승리가 연쇄적으로 이순신 장군 활약을 가능케 한 것이다. 이 정암진 대첩이 바로 곽재우가 임진왜란에서 나라를 구한 결정적 공헌이다. 임진왜란시 곡창지대인 전라도를 방어함으로써 왜 돌격부대의 보급선이 남해를 돌아 서해로 올라가는 해로와 경상도 내륙 낙동강을 통한 병참선 두 가지만 남게 되고, 이 중 해로는 이순신 장군의 의해 차단되고, 낙동강 병참선은 곽재우, 정인홍, 성천희, 김면, 변연수 등 영남 의병들에 의해 차단되어, 북상한 왜군들의 세가 약해지고 결국 재정비된 관군과 명군의 공격을 못 견디고 후퇴하게 된다. 그리하여, 정유재란시에는 왜는 임진년 패인을 전라도 함락 실패로 보고 전라도를 통해 북상하는데 총공세를 펼친다.
관군의 패배와 그의 연전연승은 자주 비교되었고, 관군들 중에는 그를 시기하는 이들도 있었다. 또한 왜적을 피해 달아났던 경상도 관찰사 김수와의 개인적인 악감정 때문에 누명을 쓰고 체포, 구금되었다가 초유사(招諭使)로 부임한 김성일(金誠一)이 사정을 알고는 김성일의 특별 건의로 석방된 후, 조선 정부에서는 이러한 그의 의병 활동의 공을 높이 사 같은 해 음력 7월에 유곡도찰방(幽谷道察訪)에 임명되었다가 비변사의 추천으로 정5품 형조정랑이 되었다.

#### 이몽학의 난과 사퇴
1592년 음력 10월에는 당상관으로 승진, 절충장군(折衝將軍) 겸 조방장(助防將)으로 승진하였고, 10월말에는 무관 품계에서 문관 품계인 통정대부(정3품)로 변경, 임명하였다.
1593년(선조 26년) 음력 4월 성주목사(星州牧使)에 임명되고, 음력 12월에는 다시 성주목사에 임명하기도 하였다. 1593년말 조정의 명을 전달받고 삼가(三嘉), 의령(宜寧), 단성(丹城), 고령(高靈) 및 낙동강 일대를 방어하고 무너지거나 파괴된 성곽을 보수, 수리하였다. 성주목사로 재직 중 삼가의 악견산성 등 성지 수축에 열중하다가 그해 12월말 진주목사에 임명, 전근되었다. 곧 경상우도조방장을 겸임되었고, 1595년 초 진주목사로 부임하였으나 일시 휴전으로 임진왜란이 종식되자 벼슬을 버리고 현풍 가태로 돌아와 다시 은둔 생활로 돌아갔다.
그러나, 그가 이몽학과 내통했다는 소문이 확산되면서 모함을 받고 이몽학의 난에 연루되어 체포당하기도 했으나 죄가 없음이 밝혀져 석방되었다. 그러나, 곽재우와 절친한 사이인 의병장 김덕령은 끝내 이몽학의 난과 관련된 누명을 벗지 못하고 죽임을 당했다. 곽재우는 스스로 사퇴하였는데, 이 일로 곽재우는 사실상 관직에 대한 미련을 버리게 되었다. 전황 중에도 그는 꾸준히 서신을 작성, 조정에 장계로 보내 전황을 보고하기도 했다.

#### 정유재란과 종전
1597년(선조 30년) 명나라와 일본의 강화회담이 파행으로 결렬되고 일본과의 전쟁이 재발할 위험성이 커지자 조선 조정의 부름으로 다시 벼슬길로 나아가 경상좌도 방어사(慶尙左道防禦使)에 임명되었다. 경상좌도방어사로 그는 왜군의 재침을 대비해 1차적으로 창녕 화왕산성, 2차적으로 현풍 석문산성을 쌓아 이 산성에서 왜군의 북진을 막는다는 전략을 세웠다. 부산 동래에서 출발하여 김해평야, 창원 대산평야, 밀양 하남평야 죽 평지 직로로 올라오는 왜 우군을 처음으로 산다운 산인 창녕 화왕산성에서 1차적으로 저지하고, 여기가 무너지면 2차적으로 현풍 석문산성에서 저지하여, 경상도를 통한 왜 우군의 북상을 원천 차단하고 북상로 상의 수많은 읍성과 생명을 지킨다는 전략이었다. 현풍이 무너지면 바로 대구부이다. 창녕과 현풍에서 반드시 저지해야 하는 상황이었다. 그리하여, 그는 현풍의 석문산성을 신축하였고, 그의 매제(成天祚)의 형인 임란의병장 성천희(成天禧), 사촌형 곽재겸 등은 창녕 화왕산성을 증축하였다. 이때 화왕산성을 쌓는 것이 지체되어 성천희가 직접 비변사(備邊司)에 올라가 조정의 도움을 청해, 화왕산성은 왜군의 재침 전에 완성되었다.
정유년 왜군은 12만 대군을 반으로 나누어, 좌군은 전라도를 통해 북상, 우군은 경상도를 통해 북상하려 하였다. 석문산성이 완공되기도 전인 정유년 7월 하순, 양산과 울산 서생포에서 출발한 가토 기요마사(加藤清正)와 모리 테루모토(毛利輝元)가 이끄는 왜 우군 6만 대군이 경상도를 통해 북상하기 시작했다. 이에 곽재우는 창녕의 화왕산성으로 옮겨 왜 우군과의 결전을 대비하였다. 이때 방어사 곽재우, 종사관 성안의(成安義), 조방장 이영(李英), 조전장: 장웅기(창녕현감), 전제(영산현감), 신초(현풍현감), 이숙, 성정국(成定國), 신방로, 김충민과 990명의 의병, 그리고 영산 보림사 스님들을 비롯한 승병 1000여명 총 2000여명의 의/승병이 창녕 화왕산성을 보루로 가등청정의 왜 우군 6만 대군의 길목을 막아 섰다. 읍성이 아니라 산성을 택한 것은 현명한 전략이었다. 화왕산은 높이가 756m로, 창녕쪽에서의 전면의 마지막 꼭대기 부분은 60도이상의 경사로 매우 가파르다. 이때, 곽재우는 부하들에게 이 산성은 적의 수가 아무리 많아도 함락되지 않는다라고 사기를 진작시켰다고 한다. 하지만, 곽재우와 의병장들도 이 화왕산성 전투가 쉽지 않은 것을 알고, 배수진(背水陣)을 치고 전투에 임했다. 현풍 석문산성이 완공되지 않아, 창녕 화왕산성이 무너지면, 바로 적군이 대구부로 올라가는 상황이었다. 이때 화왕산성내에 섶나무를 쌓아두고 산성이 함락되면 불을 질러 모두 죽겠다고 결의하고 전투에 임했다.
왜군은 처음 화왕산성 창녕 쪽에서 전면으로 공격하였지만, 공격이 쉽지 않아, 나중에는 완만한 밀양쪽으로 돌아서 공격하였다. 결국, 왜 우군은 이 화왕산성을 함락치 못하고 시간이 지체되어, 되돌려 전라도로 진격하는 좌군과 합류하였다. 이때 가등청정이 부하에게 “산성을 지키는 자가 누구이냐”라고 물어 보고, “곽재우가 지킨다”라는 답을 듣고 결국 군사를 돌렸다고 한다. 왜 우군의 바로 첫 진입 단계인 이 창녕 화왕산성전에서 왜 우군을 막음으로써 정유재란시 왜 우군의 북상로에 있던 모든 읍성이 보전되었다. 임진년에는 정암진 대첩으로 왜 6군 1만 5700명의 전라도 진격을 막고, 정유년에는 화왕산성전으로 왜 우군 6만명의 경상도를 통한 북상을 막았다. 임진왜란, 정유재란 시 그의 업적과 공은 실로 위대한 것이었다.
1597년 전쟁 중 계모 김해허씨가 사망하였으므로 성을 나와 장의를 마친 뒤, 벼슬을 버리고 울진으로 가서 3년상을 입었다. 상중에 전란은 종결되었고, 전란이 끝난 뒤에는 그는 경상좌도 병마절도사에 특별 승진하였으나 사양하고 고향으로 낙향하였다. 경상좌병사로 부임 직후 왜군이 물러가는 것을 보고 그는 조정에 장계를 올려 군사들을 고향에 되돌려 보내고 생업과 농사일에 종사하게 해줄 것을 왕에게 제안하였다. 그러나, 왕이 거절하자 그는 벼슬을 내놓고 다시 고향으로 돌아가 조용히 어부 생활을 하였다.
한편, 그는 전쟁을 하며 기묘한 전술로 승리했는데, 적군 군선의 예상 경로를 예측해 수로에 통나무를 박아 적선의 통행을 막아 적의 물자 보급을 막았다. 또한, 왜군이 늪지대를 건너기 위해 안전한 곳마다 깃발을 꽂아 군사들이 그 곳으로 지나게 하려는 계획을 알아채고 깃발을 늪지대에 꽂아 늪에 빠지게 한 뒤 활로 쏘아 죽였다는 일화는 유명하다. 또 다른 병사들에게도 붉은 옷을 입혀 교란 전술을 썼다. 또 보물이 들어있을 것 같은 황금 상자에 벌을 담은 후 길가에다 버려 놓았는데, 이를 보물 상자로 착각한 왜군이 열었다가 벌에 쏘여 죽기도 했다. 이 외에도 이정표를 바꿔 적을 혼란에 빠트리는 등의 기묘한 전술로 나라를 지켜냈다.

### 종전 이후

#### 종전 직후와 은거

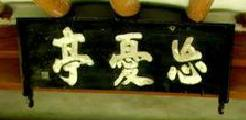
망우정 현판 (1602년 곽재우 친필작)

1599년(선조 30년) 다시 경상우도방어사에 임명되었으나 그는 계모의 상중이었으므로 사퇴하였다. 동년 9월 경상좌도병마절도사에 임명되었으나 계모의 상중이었으므로 1개월간 지체하여 10월에 부임하였다. 1600년(선조 33년) 2월 일본과 화친을 할 것을 건의했다가 사간원의 탄핵을 받고 추국당하였다.
| “ | 곤수는 이미 중임을 받아 병권을 전제(專制)하고 있으니 임의로 버리고 가서는 안 됩니다. 국법이 매우 엄할 뿐더러 신하의 의리로 헤아려 보더라도 결단코 감히 할 수 없는 일입니다. 경상 좌수사 곽재우는 적을 토벌해야 하는 의리는 생각하지도 않고 화친을 통하기를 주장하면서 심지어 정백(鄭伯)이 어깨를 드러내고 양을 몰았다는 일까지 인용, 이를 문서에 드러내어 천청(天聽)을 번거롭혔습니다. 그리고는 소장을 올리자마자 진(鎭)을 버리고 집으로 돌아갔으니 그의 교만하고 패려한 죄를 징치하지 않을 수 없습니다. 잡아다가 추국하여 율(律)에 의거 죄를 정하소서. | ” |

동년 봄, 그는 병을 이유로 사직상소를 올리고 귀향하였다. 그러나, 사헌부 등으로부터 함부로 사퇴하였다는 이유와 전해 부임을 지체한 점 등을 구실로 탄핵을 받아 전라남도 영암으로 유배되었다. 1602년 유배된지 2년 만에 풀려났다.
그해 고향이 돌아와 현풍 비슬산에 들어가 곡식을 금하고 솔잎으로 끼니를 이어가다가, 영산현 남쪽 창녕 창암진 솥바위나루 낙동강변에 정자를 짓고 망우정이라는 현판을 걸고 시문 등으로 소일하였다. 그러나, 선조로부터 다시 거듭 출사 요청을 받고 거절할 수 없어 1604년(선조 37년) 초 찰리사가 되었다.

#### 관료 생활
찰리사로 재직 중 인동(仁同)의 천생산성(天生山城) 수축과 개보수를 건의하였다. 이어 그해 5월 선산부사로 임명되었으나 나아가지 않고 찰리사직에서 사직하였다. 곧 안동부사에 임명되었으나 사양하였다.
1604년 8월 행(行) 인동 현감(仁同縣監)으로 나갔다가 10월 절충장군 행용양위 부호군에 제수되고, 11월 승자(陞者)하여 가선대부 행용양위 상호군에 제수되었다. 그 뒤 동지중추부사·한성부 우윤을 지냈다. 1605년 2월 다시 동지중추부사에 임명된 뒤 동년 3월 한성부 우윤이 되고, 5월 전라도 병마절도사로 나갔다.
1607년(선조 40년) 3월 경주부윤(慶州府尹)에 임명되었으나 나가지 않았다. 그러나 그해말 사헌부로부터 음식을 끊고 도술과 수련에 전념한다는 점을 이유로 여러번 탄핵을 당하였으나 왕이 듣지 않았다. 1608년(광해군 즉위년)에 다시 경상좌도 병마절도사로 임명되어 부임했다가 다시 행 용양위 부호군으로 돌아왔으며, 1609년(광해군 1년) 관직에서 물러났다. 그해 광해군은 그를 경상우도 병마절도사·삼도수군통제사에 제수하여 불렀으나 모두 병을 핑계로 사양하고 나아가지 않았다.

#### 생애 후반
그 뒤에도 왕이 여러 차례 벼슬을 내렸으나 이를 사양하고 패랭이 장사를 하거나 솔잎을 먹으며 살았다고 한다. 곽재우는 16살 위인 의병대장-영의정 정인홍을 존경했고, 정인홍도 곽재우를 살뜰하게 챙겼다. 즉 내암 정인홍이 고향 합천에서 대사헌(大司憲, 종2품) 직책을 가지고 있을 때인 1602년(선조35) 4월 12일 합천 각사마을에서 상경하여 선조 임금에게 예전에 이순신이 맡았던 종2품 수군통제사(水軍統制使)에 곽재우를 임명하도록 건의했고, 1612년(광해4) 11월 1일 우의정 정인홍이 합천에서 상경하여 1602년(선조35) 4월에 이어 또다시 광해 임금에게 곽재우를 수군통제사로 임명토록 건의하자, 광해가 1613년(광해5) 4월 16일 곽재우를 종2품 전라병사(全羅兵使)로 임명했으나 곽재우가 직책을 받지 않았다.
그 후 1615년(광해7) 11월 12일 80세 정인홍은 좌의정 신분으로 상경하여 41세 광해 임금에게 64세 곽재우를 또다시 수군통제사로 임명하여 '수군(水軍)의 전함과 병기를 튼실하게 하여 남쪽 변방(바다)을 지켜야 한다'고 건의했다. 병법에도 일가견을 가지고 있었던 내암 정인홍은 일찍부터 곽재우의 능력을 알아본 것이다.
광해군 즉위 초 곽재우는 경상우도조방장(慶尙右道助防將)이 되었으나 사퇴하였다. 1610년(광해군 2년) 광해군은 여러번 망우정으로 사람을 보내 관직에 출사할 것을 간청하여 결국 그해 한성으로 상경, 오위도총부의 부총관, 행호분위부호군, 호분위대호군 겸 오위도총부 부총관 등을 지냈다. 이어 한성부좌윤에 임명되었으나 나아가지 않자 바로 함경도관찰사에 임명하여 부임하였다.
함경도관찰사 임기가 만료된 1612년(광해군 4년) 전라도병마절도사에 임명되자 병을 칭탁하고 나아가지 않았다. 이후 조정에서 인목대비 폐모론과 영창대군(永昌大君) 처리에 다음과 같이 주장했다.
"(정인홍의 건의로 1613년 4월 16일 종2품 전라병사에 제수됐지만 부임을 거부하고 있는) 곽재우(郭再祐)가 전라병사(全羅兵使)를 사직(불취)하는 소(疏)를 올렸는데 그 대략에, 지난 날 역적 이진(李珒, 임해군)이 스스로 반역의 짓을 하였기 때문에 신(臣, 곽재우) 역시 소(疏)를 올려 법에 따라 처리할 것을 청하였습니다. 그렇지만 지금 이의(李㼁, 영창대군)는 무슨 지각이 있기에 반역의 죄를 준단 말입니까. 온 조정의 사람들이 이의(李㼁)를 처벌하자고 떠들어대면서 전하(殿下, 광해 임금)를 불의에 빠뜨리고 있으므로 신(臣)은 감히 반열(전라병사)에 나가지 못하겠습니다[臣不敢就列]하였는데, (상·上이) 상소를 안에 두고 하달하지 않았다. 상(上, 광해 임금)이 비록 그 사람(주: 곽재우)을 중히 여겨 죄를 주지 않았으나, 이로 인해 다른 의논이 있을까 염려한 나머지 드디어 (상이) (폐서인廢庶人돼 궁궐에 있는) 이의(李㼁)를 (1613년 6월 21일 어염집에) 내보내라는 명을 내린 것이다. 이로부터 대신들이 자못 이의(李㼁)를 (죽이라고) 논하였던 것을 후회하였고, 정인홍도 이의(異意)를 제기하고자 누차 말을 바꾸었는데[鄭仁弘亦欲持異 屢變其說], 정온(鄭蘊)의 의논(이의를 살려야 한다)이 사실 여기에서 비롯된 것이다[鄭蘊之論 實始此]. 그러나 오직 이이첨만은 이를 갈며 (영창대군 李㼁를) 죽이려고 하였다[惟李爾瞻等 切齒欲殺之]." (광해군일기 5년 1613년 6월 21일)
1613년(광해군 5년) 4월 다시 전라도병마절도사에 임명되었으나 받지 않았다. 대북 계열에 의해 영창대군에 대한 탄핵이 있자, 1613년 5월 사직 상소와 함께 영창대군에게 죄가 없다는 상소문을 올리고 낙향했다. 이후, 여러 차례 경상도 병마절도사, 수군통제사 등에 임명되었으나 모두 사양하거나 사퇴하였다. 1616년(광해군 8년) 창암강사에서 은거 중 장례원판결사를 제수받았으나 역시 사양하였다.

### 최후
그 후로도 동지중추부사, 오위도총부 부총관, 한성부좌윤 등에 임명되었으나 모두 사양하였다. 나라의 형편이 어지러워지고, 수군통제사 이순신과 죄없는 김덕령이 죽은 일 등을 통탄하여 벼슬을 사퇴하고 은둔생활을 한다. 당시, 여러 차례 경상도 병마절도사·수군통제사 등의 고위 무관직을 제의받았으나 대부분 사양하다 1617년 망우정에서 사망하였다.
글씨도 잘 썼는데 필체가 웅건하고 굵었으며, 시문에도 능했다. 6월 1일(음력 4월 28일) 광해군의 명으로 장례비와 장례물품이 조정에서 지급되었고 바로 예관을 파견하여 장사를 지냈으며, 예조좌랑 유약(柳瀹)을 파견하여 장례식을 주관하게 하였다. 사망 당시 향년 66세였다.

### 사후
1617년(광해군 9년) 사람들은 지역 유림들의 공의로 그를 추모하기 위하여 의령 가태동에 충현사라는 사당을 세웠으며, 광해군 때 그의 사당에 '예연서원'(禮淵書院)이라는 사액이 내려졌다. 숙종은 그의 공적을 높이 사, 1709년(숙종 35년) 증 병조판서 겸 지의금부사에 추증하고, 다시 충익이라는 시호를 내렸다.
저서로는 망우당집이 있으며, 그를 주인공으로 한 곽재우전이라는 군담 소설이 있으나 작자나 연대는 알 수가 없다. 그의 유품들은 보물로 지정되었다.
문화체육부가 제정한 1995년 12월의 ‘문화의 인물’로 선정되었다.
(현재까지도 많은 주목을 받고 있는 위인이다)
說).

## 가족 관계
- 증조부 : 곽위(郭瑋), 곽승화(郭承華)의 아들
  - 할아버지 : 곽지번(郭之藩)
  - 할머니 : 허씨, 허린의 딸
    - 아버지 : 곽월(郭越, 1518년 ~ 1586년 8월 6일)
    - 어머니 : 진주 강씨
      - 부인 : 상주 김씨(尙州金氏), 김행(金行)의 딸, 조식의 외손녀
        - 아들 : 곽영(郭濚)
        - 아들 : 곽활(郭活)
        - 딸 : 창녕 성씨 두회암(斗回庵) 성이도(成以道)에게 출가

      - 형 : 곽재희(郭再禧)
      - 형 : 곽재록(郭再錄)
      - 누나 : 현풍 곽씨, 김해 허씨 허언심(許彦深)에게 출가
      - 여동생 : 현풍 곽씨, 창녕 성씨 권암(倦菴) 성천조(成天祚)에게 출가

    - 숙부 : 곽규(郭赳, 학자, 1521년 - 1584년)

## 평가
선조의 비위를 거슬려서 과거 시험에 합격했음에도 낙방되자 그는 관직 진출을 단념한다. 그러나 1592년(선조 25년) 4월 관군이 왜군에게 전멸당하고 백성들과 동료 양반들은 피난했음에도 스스로 의병을 조직한 점과 관군을 섬멸하고 올라온 왜군을 여러번 신출귀몰하여 물리친 점이 높이 평가되었다.

## 관련 문화재
- 보물 제671호 - 곽재우 유물 일괄(郭再祐 遺物 一括) : 경상남도 의령군
  - 보물 제671-1호 - 곽재우 유물 일괄-장검(郭再祐 遺物 一括-長劍) : 경상남도 의령군 충익사관리사무소
  - 보물 제671-2호 - 곽재우 유물 일괄-마구(郭再祐 遺物 一括-馬具) : 경상남도 의령군 충익사관리사무소
  - 보물 제671-3호 - 곽재우 유물 일괄-포도연(郭再祐 遺物 一括-葡萄硯) : 경상남도 의령군 충익사관리사무소
  - 보물 제671-4호 - 곽재우 유물 일괄-사자철인(郭再祐 遺物 一括-獅子鐵印) : 경상남도 의령군 충익사관리사무소
  - 보물 제671-5호 - 곽재우 유물 일괄-화초문백지팔각대접(郭再祐 遺物 一括- 花草紋白磁八角大?) : 경상남도 의령군 충익사관리사무소
  - 보물 제671-6호 - 곽재우 유물일괄 - 갓끈(郭再祐 遺物 一括 - 갓끈) : 경상남도 의령군 충익사관리사무소
- 경상남도 문화재자료 제23호 - 충익공망우곽재우유허비(忠翼公忘憂郭再佑遺墟碑) : 경상남도 창녕군
- 경상남도 문화재자료 제66호 - 의령 보덕각(宜寧 報德閣) : 경상남도 의령군 지정면 성산리

## 드라마
- 《조선왕조 오백년 - 임진왜란》 (MBC, 1985년~1986년, 배우:이동신)
- 《왕의 여자》(SBS, 2003년~2004년, 배우:최효상)
- 《불멸의 이순신》 (KBS1, 2004년~2005년, 배우:이종박)
- 《징비록》(KBS), 2015년, 배우:임혁)

## 기타
1618년 곽재우의 위패를 봉안하기 위한 사당인 충현사(忠賢祠)가 건립되고 훗날 그 규모가 확장되었으며 광해군이 사액을 내려 예연서원(禮淵書院)이 되었으며, 시호는 한참 후대에 추증되었는데 1709년 병조판서 겸 지의금부사로 추증되고 충익(忠翼)이란 시호가 내려져 충익공(忠翼公)이 되었다.

## 같이 보기
| - 망우당공원 - 곽재겸 - 곽월 - 권율 - 임진왜란 - 이순신 - 원균 - 유성룡 - 김덕령 - 고경명 - 김천일 - 최경회 - 조헌 - 심대승 | - 화왕산성 - 석문산성 - 황석산성 - 망우정 - 논개 - 김시민 - 송상현 - 정발 - 전제 - 정문부 - 이복남 - 신호 - 박진 | - 신립 - 김경로 - 김여물 - 정기룡 - 정기원 - 의병의 날 - 호미산성 |

## 참고 문헌
- 선조실록
- 선조수정실록
- 국조보감
- 연려실기술
- 대동야승
- 임진필록
- 난중잡록
- 난중일기
- 징비록

## 참고 자료
- 이이화, 《한국사 이야기 11:조선과 일본의 7년전쟁 이이화 지음》(한길사, 2000
- 이가원, 《李朝名人列傳》 (을유문화사, 1965)

## 곽재우의 삶을 요약한 사위 성이도(成以道)의 만사(輓詞)
淑氣鍾天東 (숙기종천동) 맑은 기운이 하늘 동쪽에 모여
斯人四海雄 (사인사해웅) 이 분이 나셨으니, 천하(四海)의 영웅이었다.
磊落器度遠 (뇌락기도원) 활달하고 거침 없는 도량은 원대하였으며
傑魁容貌充 (걸괴용모충) 걸출한 용모는 충만하였다.

文章是末藝 (문장시말예) 문장(文), 이는 부차적인(末) 재주이고 (1)
本領乃孝忠 (본령이효충) 본령(本)은 효와 충(武)이었다.
心期尙古朴 (심기상고박) 마음에는 옛적의 순박함을 받들고
世態盡磨礱 (세태진마롱) 세태에 대해서도 깊이 연구하였다.

早絶干祿計 (조절간록계) 일찍이 벼슬할 계획을 끊어 버리고, (2)
永欲避塵籠 (영욕피진롱) 영원히 티끌 같은 세상의 영화를 피하고자 하였다.
生涯托漁釣 (생애탁어조) 이로, 한평생을 낚시하는 일에 의탁하여,
佚宕期始終 (질탕기시종) 흥겹고 호탕한 일로 시종을 기약하였다.

金星動天上 (금성동천상) 그러던 중, 금성이 하늘 위에서 움직이니,
腥穢汗域中 (성예한역중) 왜적(腥穢)이 이 땅을 침략하였다.
列郡無男子 (열군무남자) 늘어선 여러 고을에 장부가 없었으니
江淮保障空 (강회보장공) 낙동강과 남강(江淮)을 보호하고 막는 것이 텅 비어버렸다. (3)

投竿倡大義 (투간창대의) 이에 낚시대를 던져버리고 대의를 창하여,
仗劒氣如虹 (장검기여홍) 검을 짚으니 그 기세가 무지개와 같았다.
韜鈐運神器 (도검운신기) 병법을 구사하는 것은 신기에 가깝고 (4)
軍士擁虎態 (군사옹호태) 군사들은 범을 품은 듯 하였다.

身上紅綃服 (신상홍초복) 몸에는 붉은 비단 옷을 입고
手中落月弓 (수중락월궁) 손에는 낙월궁을 들었다.
幟山兵疑衆 (치산병의중) 산에는 깃발을 꽂아 적병이 우리 군사가 많을까 의심케 하고
錐江船不通 (추강선불통) 강에는 말뚝을 박아 적선의 운행을 막았다.
鼎巖軍威赫 (정암군위혁) 정암진 전투에서 아군의 위업은 빛났으며
岐江戰血紅 (기강전혈홍) 기강 전투는 피로 붉게 물들었다. (5)
兇酋挫鋒鋭 (흉추좌봉태) 왜장(兇酋)의 칼과 창을 꺾으니,
遐邇振威風 (하이진위풍) 그 위풍이 온 땅에 진동하였다.

江右因完保 (강우인완보) 강우가 이로 인해 완전히 보전되니, (6)
王靈漸恢鴻 (왕령점회홍) 임금의 존엄이 점차 회복되었다.
大功堪畫閣 (대공감화각) 큰 공은 화각에 새길 만하고,
高名謾比嵩 (고명만비숭) 높은 이름은 숭산에 견줄 만하다.

劇地運佩符 (극지운패부) 병부(兵符)를 차고 극지를 돌아 다니며,
滄海總元戎 (창해총원융) 창해에서는 군사를 총지휘하였다.
明威秋日烈 (명위추일렬) 위엄은 가을 해같이 타오르고,
恩澤春光瀜 (은택춘광융) 은택은 봄 햇살처럼 깊고 넓었다.

偕作修戈戟 (해작수과극) 부하들과 함께 창과 무기를 만들고 수리하며,
化行起疲癃 (화행기피융) 함께 행군하고 잠자고 일어나며 부하들의 피로와 고단함을 달랬다.
憂國懐孤憤 (우국회고분) 우국으로 고분을 품고,
封章奏重瞳 (봉장주중동) 봉장으로 임금(重瞳)에게 아뢰었다.

餐松自謫居 (찬송자적거) 귀양살이 이후로 솔잎을 먹음은
返樸固貧窮 (반박고빈궁) 순박하게 돌아와 가난하고 궁핍한 까닭이었다.(7)
丹鳳頻啣詔 (단봉빈함조) 궁궐에서 자주 조서를 받들어 오면,
彤庭暫鞠躬 (동정잠국궁) 궁궐을 향해 잠시 몸을 조아렸다. (8)
北關將秉鉞 (북관장병월) 북쪽 변방의 수장이 되어 병권을 장악하였으나,(9)
貪官却解銅 (탐관각해동) 원래 그 자리를 바라던 관리가 관복을 벗고 그만두려하자,
見幾能勇退 (견기능용퇴) 그것을 보고 조용히 능히 용퇴하여,
倻山香蒼穹 (야산향창궁) 향기와 푸른 하늘의 가야산이 있는 곳으로 내려왔다.
洛濱開濱舍 (낙빈개정사) 낙동강가에 깨끗이 집을 지어 살며, (10)
人間謝事功 (인간사사공) 인간 세상의 일과 공을 사양하였다.
泝遊乘扁艇 (소유승편정) 조각배를 타고 물결을 거슬러 오르며 놀기도 하고,
峨洋奏短桐 (아양주단동) 짧은 거문고로 곡조(峨洋)를 연주하기도 하였다.

臨亂萬夫特 (임란만부특) 난리를 당하여서는 만부 중에 으뜸이었는데,
投閒一釣翁 (투한일조옹) 한가히 돌아오니 한 명의 낚시하는 노인이었다.
危言霜雪凜 (위언상설름) 엄정한 말은 서리와 눈같이 늠름하였고,
直氣星斗冲 (직기성두충) 곧은 기운은 북두칠성에 솟구쳤다.

軍民恃藩翰 (군민시번한) 군과 백성이 울타리와 기둥처럼 의지하였고,
朝野倚棟隆 (조야의동륭) 조정과 민간은 높은 마룻대처럼 의지하였다.
絶粒非學仙 (절립비학선) 곡식 음식을 끊은 것은 신선이 되고자 한 것이 아니었다.
明哲孰如公 (명철숙여공) 누가 공같이 밝고 지혜로울 것인가.

如何天奪速 (여하천탈속) 어찌 하늘이 이렇게 속히 데리고 가는가,
慟惜軫宸吏 (통석진신리) 애통하고 애석함이 대궐의 신하들의 마음을 아프게 하였다.
事業輝竹帛 (사업휘죽백) 그 행한 일과 업적은 역사책(竹帛)에 빛날 것이며,
姓名誦兒童 (성명송아동) 그 이름은 후세의 어린이들이 외울 것이다.

塵匣遺長劒 (진갑유장검) 먼지 쌓인 상자에는 긴 검만 남겨져 있고,
空江棄短蓬 (공강기단봉) 빈 강가에는 낚시하던 짧은 뜸만 버려져 있다.
寂寞亭臺下 (적막정대하) 적막한 정자 아래에는
悲凉煙雨濛 (비량연우몽) 슬프고 처량한 안개비만 오고 있다.

先壟餘隙地 (선롱여극지) 선산 남은 틈새 땅에
今日卜玄宮 (금일복현궁) 오늘 무덤자리(玄宮)를 정하였다.
題輓哀永訣 (제만애영결) 이 만사를 쓰며 영결을 슬퍼하니
回首不勝恫 (회수불승통) 고개를 돌려도 이 슬픔을 견딜 수 없다.
撰 成以道 (성이도 지음). 망우당의 숭고한 선비정신을 기리며 역자 번역함.
(1) 곽재우는 선조 때 문과에도 급제하였다.
(2) 위의 문과 합격이 임금을 비판한 답안지로 선조의 명으로 취소되었다. 그 이후, 벼슬에 뜻을 버린다.
(3) 최초 동래성 함락 후 죽 올라가면서 탄금대 신립까지 관군이 전멸하였다.
(4) 韜鈐: 六韜와 玉鈐 - 전략과 전술의 병서
(5) 기강: 낙동강과 남강이 만나는 지점의 현재 남강 쪽
(6) 강우: 낙동강 오른편, 즉 경상우도, 전라좌도와 인접함. 강우를 보전하고, 왜군의 전라도 진격을 막았다.
(7) 임진왜란 의병활동으로 가산을 소진하였다.
(8) 임금이 계속 관직을 내려, 신하 예의로 어쩔 수 없이 잠시 관직에 나갔었다.
(9) 秉斧鉞: 斧鉞 임금이 하사한 관찰사나 병마사의 도끼. 광해군이 여진족(후금) 침략을 대비해 곽재우를 함경도 관찰사로 임명하였다.
(10) 창녕군 도천면 우강리 낙동강가이다.